# Zbigniew Lozia
Zbigniew Lozia (ur. 4 czerwca 1952 w Kielcach) – polski naukowiec zajmujący się zagadnieniami związanymi z transportem.

## Życiorys
Absolwent Liceum Ogólnokształcącego w Szczytnie (1971) oraz Instytutu Transportu Politechniki Warszawskiej (obecnie Wydział Transportu). W Politechnice Warszawskiej pracuje do dziś. Doktor nauk technicznych – 1986, doktor habilitowany – 2000 (oba stopnie na Wydziale Samochodów i Maszyn Roboczych PW); profesor nauk technicznych – 2009.

## Stanowiska
- W latach 2001–2018 kierownik Zakładu Eksploatacji i Utrzymania Pojazdów Wydziału Transportu PW.
- W latach 2005–2008 prodziekan Wydziału Transportu PW do spraw Rozwoju.
- Od 2010 profesor zwyczajny w Przemysłowym Instytucie Motoryzacji PIMOT.

## Członkostwa
- IAVSD – International Association for Vehicle System Dynamics (Międzynarodowe Stowarzyszenie Dynamiki Pojazdów)
- Polskie Towarzystwo Symulacji Komputerowej
- Polskie Towarzystwo Naukowe Motoryzacji
- SAE – Society of Automotive Engineers (USA)
- Polskie Naukowo-Techniczne Towarzystwo Eksploatacyjne
- Polskie Towarzystwo Naukowe Silników Spalinowych
- Przewodniczący Zespołu Motoryzacji Sekcji Technicznych Środków Transportu Komitetu Transportu Polskiej Akademii Nauk
- Rada Naukowa Przemysłowego Instytutu Motoryzacji
- Rada Naukowa Instytutu Ekspertyz Sądowych w Krakowie

## Nagrody, wyróżnienia, odznaczenia
- Srebrna Odznaka Kopernikowska „Primus Inter Pares”
- Nagroda Ministra Nauki i Szkolnictwa Wyższego
- Nagroda Ministra Edukacji Narodowej
- Nagroda Ministra Infrastruktury i Rektora Politechniki Warszawskiej

## Działalność Pozanaukowa
- Członek Kolegium Redakcyjnego periodyku „Paragraf na drodze”
- Członek Rady Naukowej serii wydawniczej Drogi Lądowe. Powietrzne. Wodne.
- Członek Rady Programowej serii wydawniczej The Archives of Automotive Engineering.

## Wybrane publikacje
Autor lub współautor ponad 200 publikacji, uczestnik (w części kierownik) około 50 projektów badawczych w kraju i za granicą.
- Lozia Z., Stegienka I., Biaxial vehicle motion simulation and animation. The Dynamics of Vehicles on Roads and on Tracks (ed. L. Segel). Supplement to Vehicle System Dynamics, Volume 25. Swets & Zeitlinger B. V., Lisse, 1996. pp 426437.
- Lozia Z., Analiza ruchu samochodu dwuosiowego na tle modelowania jego dynamiki. Prace Naukowe Politechniki Warszawskiej. Transport. Zeszyt 41. Warszawa 1998 r. Monografia.
- Lozia Z., Zardecki D., Vehicle dynamics simulation with inclusion of freeplay and dry friction in steering system. 2002 World SAE Congress and Exposition. Detroit, Michigan USA. March 4¸7 2002. SAE TP 2002-01-0619. Osobny booklet, 17 stron tekstu. (Opublikowany także w Special Publication SP-1654 “Steering and Suspension Technology Symposium 2002” oraz w SAE Transactions 2002, Section 6, Vol. 111, pp. 907¸923).
- Lozia Z., Guzek M., Uncertainty study of road accident reconstruction - computational methods. SAE TP 2005-01-1195. Osobny booklet, 15 stron tekstu. (Opublikowany także w Special Publication SP-1930 “Accident Reconstruction 2005” oraz w SAE Transactions 2005, ISSN 0096-736X, Journal of passenger cars: mechanical systems 2005. Vol. 114, no 6, pp. 1342÷1356 (15 pages).
- Lozia Z., Symulatory jazdy samochodem. WKŁ Warszawa 2008. ISBN 978-83-206-1663-7. Monografia.
- C. Bocheński, St. Bogus, A. Damm, Z. Lozia, L. Turek: Badania kontrolne samochodów. Warszawa: Wydawnictwa Komunikacji i Łączności. Warszawa 2000.
- Z. Lozia (red.): Diagnostyka samochodowa. Laboratorium. Warszawa: Oficyna Wydawnicza Politechniki Warszawskiej. 2007. ISBN 978-83-7207-632-8.
- M. Guzek, Z. Lozia: Computing Methods in the Analysis of Road Accident Reconstruction Uncertainty. Archives of Computational Methods in Engineering, Springer, 2021, 28, 2459–2476. ISSN 1134-3060, e-ISSN 1886-1784, DOI 10.1007/s11831-020-09462-w.[1]
- Lozia Z., Application of Modelling and Simulation in Durability Tests of Vehicles and Their Components. Energies 2022, 15, 9398. https://doi.org/10.3390/en15249398
- Lozia Z., Application of modelling and simulation to evaluate the theta method used in diagnostics of automotive shock absorbers. The Archives of Automotive Engineering Archiwum Motoryzacji, 2022, vol. 96, nr 2, s.5-30. DOI:10.14669/AM/150823